# Državna cesta D43
D43 je državna cesta u smjeru sjever-jug koja povezuje Đurđevac s čvorom Ivanić-Grad na autocesti A3. Duga je 78,1 km.
Na ovoj cesti se nalaze sljedeća naselja poredana od sjevera prema jugu (važnija mjesta su podebljana): Đurđevac, Šemovci, Hampovica, Rakitnica, Kupinovac, Letičani, Trojstveni Markovac, Bjelovar, Narta, Vagovina, Gornji Draganec, Štefanje, Čazma, Bosiljevo, Općevac, Palančani, Dapci, Šumećani, Graberje Ivanićko, Caginec, Prkos Ivanićki, Ivanić-Grad, izlaz Ivanić-Grad.
Državna cesta D43 se križa s autocestom A3, državnim cestama D2, D4, D26, D28; županijskim cestama Ž2183, Ž2236, Ž3049 (prijevoj Remetovac do Ćurlovca), Ž3084, Ž3283, Ž3081, Ž2231, Ž3128, Ž3284, Ž3124, Ž3074 i Ž3123 i lokalnim cestama L26156, L26109, L26103, L37023, L37062, L37061, L37059, L37063, L37057, L37053, L37054, L37055, L37051, L37050, L31176 i L31177.